# Drienov
Drienov (hongrois : Somos) est un village de Slovaquie situé dans la région de Prešov.

## Histoire
emière mention écrite du village en 1284.

## Démographie

### Évolution de la population
| Année:               | 1994. | 2004.    | 2014.   | 2024.   |
| -------------------- | ----- | -------- | ------- | ------- |
| Nombre de personnes: | 1843  | 2099     | 2160    | 2275    |
| Différence:          |       | +13,89 % | +2,90 % | +5,32 % |

| Année:               | 2023. | 2024.   |
| -------------------- | ----- | ------- |
| Nombre de personnes: | 2256  | 2275    |
| Différence:          |       | +0,84 % |